# Utricularia purpureocaerulea
Utricularia purpureocaerulea är en tätörtsväxtart som beskrevs av A. St.-hilaire och F.Girard. Utricularia purpureocaerulea ingår i släktet bläddror, och familjen tätörtsväxter. Inga underarter finns listade i Catalogue of Life.